# Obelus mirandae
Obelus mirandae is een slakkensoort uit de familie van de Cochlicellidae. De wetenschappelijke naam van de soort is voor het eerst geldig gepubliceerd in 1861 door R.T. Lowe.